# Codruț Cioranu
Codruț Sebastian Cioranu (n. 10 ianuarie 1991, București, România) este un fotbalist român, care evoluează pe postul de fundaș central la clubul din Liga a II-a, Metalul Reșița.